# سیاهرگ پس‌سری
سیاهرگ پَس‌سری (انگلیسی: Occipital vein) از پوست سر، در پی شاخه‌های سرخرگ پس‌سری می‌آید؛ در زیر ماهیچه ذوزنقه‌ای به درون شبکه سیاهرگی زیر پس‌سری می‌ریزد، یا سرخرگ پس‌سری را همراهی می‌کند و به سیاهرگ وداجی درونی (internal jugular) ختم می‌شود.

## نگارخانه

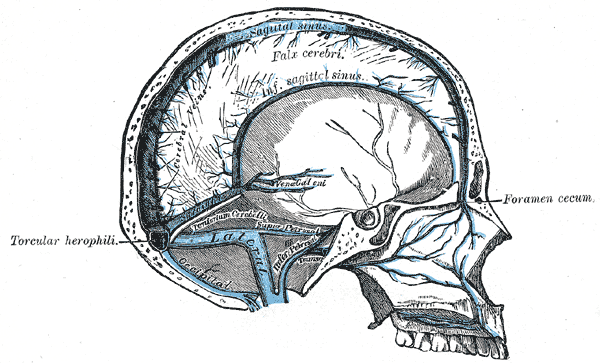